# Танинтайи
Танинтайи (တနင်္သာရီ), прежнее название Тенассерим — административная область в южной части Мьянмы, представляющая собой вытянутую полосу между Андаманским морем и западным Таиландом. С севера примыкает к штату Мон. Административный центр — город Тавой. Другой крупный город — Мьей.
Население — 1 650 982 человек (2012). Плотность населения — 38,09 чел./км².

## География
Побережье Тенассерима представляет собой сложный лабиринт горных хребтов. Хозяйственная деятельность сосредоточена в межгорных долинах и равнинах. Округ характеризуется высокой влажностью.

## История
Эта область исторически принадлежала таиландским государствам Сукхотай и Аютия. В XVI—XIX веках в ходе Сиамо-бирманских войн территория неоднократно меняет подчинение. С 1826 года область была занята англичанами. Эту территорию британцы хотели использовать для переговоров с Бирмой и Таиландом. В 1880 году территория определилась как бирманская.
После обретения Бирмой независимости северо-восточные районы области были отнесены к вновь образованному штату Карен. В 1974 году северная часть оставшейся области была отделена, чтобы создать штат Мон. Моламьяйн, прежняя столица Тенассерима, стал столицей штата Мон, а центр собственно Тенассерима переместился в Тавой. В 1989 году округ был официально переименован в Танинтайи.
С момента обретения Бирмой независимости округ практически недоступен иностранцам, проезд туда ограничен.

## Административное деление
Область разделена на три округа: Мьей, Тавой, Кодаун.
Код ISO 3166-2 — MM-05.

## Население
Население — бирманцы, а также карены (пво) и моны.

## Экономика
Главное место занимает рис, важны также каучуконосы, кокосовая пальма, цитрусовые, бананы, ананасы и рыболовство. Добывается олово и вольфрам.